# يوكو تاكاسا
يوكو تاكاسا (باليابانية: 高瀬 優孝) (مواليد 25 نوفمبر 1991)، هو لاعب كرة قدم ياباني سابق كان يلعب كمدافع.

## وصلات خارجية
- يوكو تاكاسا على موقع رابطة كرة القدم اليابانية للمحترفين (اليابانية)
- يوكو تاكاسا على موقع قاعدة بيانات كرة القدم.إي يو (الإنجليزية)
- يوكو تاكاسا على موقع Soccerway.com (الإنجليزية)
- يوكو تاكاسا على موقع عالم كرة القدم.نت (الإنجليزية)